# KmPlot
KmPlot es un programa informático libre que permite trazar funciones matemáticas para aprender las relaciones entre éstas y su representación gráfica en un sistema de coordenadas. Forma parte del paquete educativo kdeedu en el entorno de ventanas KDE y se distribuye bajo la licencia GNU. Incluye un potente procesador y permite trazar diferentes funciones de forma simultánea y combinar sus elementos para construir nuevas funciones.
Kmplot admite funciones con parámetros y funciones con coordenadas polares. Hay varios modos de cuadrícula disponibles. Los trazados se pueden imprimir de forma muy precisa y correctamente escalados. Además proporciona algunas características numéricas y visuales como:
- Rellenar y calcular el área entre el gráfico y el primer eje.
- Encontrar los valores máximo y mínimo.
- Cambiar parámetros de la función dinámicamente.
- Dibujar funciones derivadas e integrales.